# Piscines Folch i Torres
Les piscines Folch i Torres eren un equipament esportiu situat al carrer de la Reina Amàlia 31-33, Lleialtat 1-9 i de les Carretes, 46 i 58 del Raval de Barcelona. L'edifici, amb accés pel carrer de la Reina Amàlia, era de planta baixa i dos pisos, amb nou obertures per planta.

## Història
Les fonts bibliogràfiques apunten l'existència d'un edifici amb esgrafiats al carrer de les Carretes, 58. En aquest sentit, Ramon Nonat Comas, en la seva obra Datos para la historia del Esgrafiado en Barcelona (1913), en realitza la següent descripció: «Según se manifiesta en la fachada, contiene tres pisos en altura y debió edificarla uno de aquellos hortelanos de la barriada de San Pablo, convertido de tal en propietario, y que puede considerarse como uno de los primeros urbanizadores de aquel extremo de la ciudad, que pertenecía al señorío del monasterio benedictino, […] La obra esgrafiada que ofrece en aquella pared es, según se indica en la misma obra de 1790, y corresponde por sus formas gráficas al llamado estilo Luis XVI». El 1841, l'edifici va passar a mans de Josepa Bonastre i Riera.
A principis del segle xx, Benet Sazatornil i Francesc Salazar i Pomar van establir una serradora al núm. 33 del carrer de la Reina Amàlia. A la mort del seu soci, Salazar es va fer càrrec del negoci en solitari, i va adquirir altres finques de l'illa per a ampliar el seu negoci, continuat pel seu fill Josep Salazar i Ferrés.
A principis de la dècada del 1960, els edificis foren expropiats, i el 1963 s'hi va iniciar la construcció d'un equipament esportiu, segons el projecte de Francesc Closa i Alegret. Finalment, el 4 de juliol del 1966, amb motiu d'una visita de Franco a la ciutat i amb l'assistència de l'alcalde Josep Maria de Porcioles i el regidor d'esports Joan Antoni Samaranch, es van inaugurar les piscines Folch i Torres, gestionades pel Club Natació Montjuïc.
El 2002, l'Ajuntament en va anunciar el tancament perquè, segons fonts municipals, les instal·lacions eren deficients (carències estructurals i conduccions elèctriques deteriorades), i finalment, foren enderrocades el 2004. Això va motivar una forta protesta dels veïns, que entenien que el Consistori volia especular amb el solar.
Actualment hi ha una promoció pública d'habitatges i equipaments geriàtrics, obra dels arquitectes Eduard Bru i Neus Lacomba (2010).